# Ian Mellor
Ian Mellor (* 19. Februar 1950 in Sale; † 1. Mai 2024 in Cheadle) war ein englischer Fußballspieler.

## Sportlicher Werdegang
Mellor rückte 1970 in die Wettkampfmannschaft von Manchester City auf und kam in den folgenden Jahren unregelmäßig in der First Division zum Einsatz. 1972 verzeichnete er seinen ersten Titelgewinn, als der Klub nach Absage von Meister Derby County und Pokalsieger Leeds United auf Einladung der Football Association um den FA Charity Shield spielen durfte und sich Dank eines von Francis Lee verwandelten Strafstoßes gegen Aston Villa durchsetzte. Mellor war dabei für Wyn Davies als Einwechselspieler zum Zug gekommen. Im Laufe der anschließenden Erstligaspielzeit 1972/73 wurde er zum im Abstiegskampf befindlichen Ligarivalen Norwich City transferiert, mit dem er den Klassenerhalt schaffte. Parallel erreichte er mit dem Klub die Endspiele um den Texaco Cup 1972/73 gegen Ipswich Town. Nachdem Peter Morris per Doppelpack und anschließendem Ehrentreffer von Clive Payne den Konkurrenten zu einem 2:1-Hinspielsieg geführt hatte, führte der Treffer von David Cross nach Gegentreffern von Trevor Whymark und Clive Woods zum gleichen Ergebnis im Rückspiel − und damit zum Verpassen eines Titelgewinns der von Ron Saunders trainierten Mannschaft.
Im Sommer 1974 schloss sich Mellor dem Drittligisten Brighton & Hove Albion an. Dort bildete er mit Peter Ward das Sturmduo, dass den Klub am Ende der Spielzeit 1976/77 als Vizemeister hinter Mansfield Town zum Aufstieg in die Second Division führte. Dennoch wurde er im Februar 1978 an den Drittligisten FC Chester abgegeben, den er im Sommer 1979 in Richtung Ligakonkurrent Sheffield Wednesday verließ. Am Ende der Spielzeit 1979/80 stieg er mit dem Klub in die zweite Liga auf. Dort gelang in der Spielzeit 1981/82 als Tabellenvierter beinahe der Sprung in die höchste Spielklasse, Mellor war jedoch mittlerweile kaum mehr als ein Ergänzungsspieler. Er schloss sich daher Drittligaaufsteiger Bradford City an, bei dem er zwei Spielzeiten unter Vertrag stand. Bei Worksop Town ließ er anschließend im Non-League football die aktive Karriere ausklingen.
Sein Sohn Neil (* 1982) wurde ebenfalls Profifußballer. Vor dem verletzungsbedingten Karriereende bestritt er beinahe 200 Spiele in den höchsten drei englischen Spielklassen und gehörte zur Mannschaft des FC Liverpool, die in der UEFA Champions League 2004/05 im Elfmeterschießen gegen die AC Mailand den Titel holte.